# 아슈르나시르팔 2세

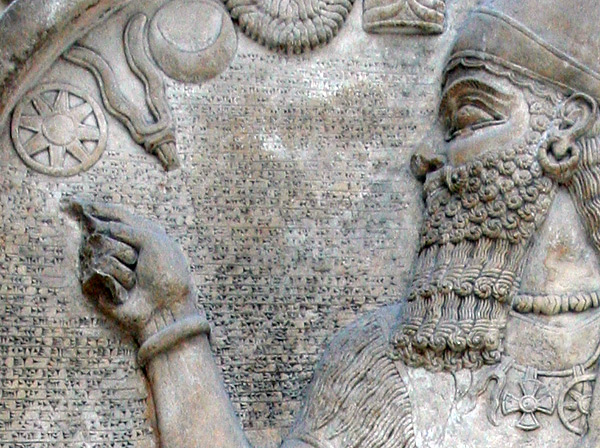

아슈르나시르팔 2세(Ashurnasirpal II, 재위: 기원전 883년 - 기원전 859년)는 신 아시리아왕국 시대의 왕이다. 신도 카르프（님로드）을 건설했던 것으로 알려져 있다. 아카드어로는 아슈르 나시르 아플리（Ashur nasir apli）라 표기되며, "아슈르신은 후계자를 수호하시다"라는 의미이다.
그는 투쿨티닌우르타 2세의 왕자로 태어났다. 부왕의 대에 강화되었던 아시리아를 다시 강대국화하였다. 기원전 883년에 즉위한 후 17년간에 14회의 원정을 행하였다고 한다. 시리아 동부와、카르케미쉬에 진군한 것 외에도, 자그로스 산맥 방면에도 출병하였다. 그는 정복한 영토의 통치방법으로 현지의 왕에 공납을 부과하지 않고 아시리아인의 총독을 파견하는 방법을 많이 사용하였다.
그는 고래부터 아시리아의 수도였던 아슈르를 대신하는 신수도 카르프（님로드）를 건설하였다. 이 도시의 유적에서는 그와 관련된 수많은 유물이 출토되었는데, 그 중에는 아시리아식의 건축양식으로 유명한 셰두(사람 머리의 날개달릴 황소)의 조각상등을 설치했던 것으로 유명한 최고의 궁전이 포함되어있다. 이 궁정은 이후 사르곤 2세가 두르샤루킨에 천도하기까지 아시리아의 수도로 기능하였다.
그는 적이 얼마나 잔혹하였는가를 나타내는 문장과 부조를 남겼는데, 일설에는 다른 이들을 위압하기 위한 정치 선전이었다. 사후 왕자인 샬만에세르 3세가 왕위를 이었다.
국립중앙박물관의 메소포타미아관에 아슈르나시르팔 2세의 이름이 새겨진 석판이 있다.

## 같이 보기
- 라마수